# 414 v.Chr.
Het jaar 414 v.Chr. is een jaartal volgens de christelijke jaartelling.

## Gebeurtenissen

### Italië
- Nicias en Lamachus leiden het Atheense beleg om Syracuse. De Atheners bouwen "de Cirkel", een belegeringsmuur om de vestingstad af te sluiten van de rest van Sicilië.
- De Atheense vloot legt een blokkade bij de haven van Syracuse.
- De Spartaanse generaal Gylippus landt met versterkingen bij Himera, in een nachtelijke tegenaanval sneuvelt Lamachus.
- Aristophanes schrijft zijn werk Ornithes (Vogels)

## Overleden
- Lamachus, Grieks veldheer